# Chavarch Karapetian
Chavarch Vladimirovitch Karapetian (arménien : Շավարշ Կարապետյան, russe : Шаварш Владимирович Карапетян), né le 19 mai 1953 à Kirovakan, est un nageur soviétique d'origine arménienne spécialiste de la nage avec palmes, maître émérite du sport de l'URSS (1982).

## Biographie
Le 16 septembre 1976, alors qu'il s'entraîne avec son frère Kamo (lui aussi nageur) et alors qu'il vient de parcourir les vingt kilomètres de berges du lac Erevanian à Erevan, il est témoin d'un accident. Un trolleybus sort de la route et s'enfonce dans les eaux du lac à vingt-cinq mètres de la berge et par dix mètres de profondeur. Karapetyan plonge et atteint rapidement le bus, plonge à plusieurs reprises dans les eaux glacées et parvient malgré les conditions de visibilité quasi nulles à remonter près de trente personnes (dont vingt survivront grâce à son aide). Gravement blessé par les éclats de verre provenant du trolleybus, en état d'hypothermie, Karapetyan s'effondre sur les berges et passe quarante-cinq jours inconscient dans un hôpital où il sera entre autres soigné pour pneumonie et sepsis. Il est décoré de la Médaille pour le Sauvetage de la noyade pour son acte de bravoure.
Le 19 février 1985, Chavarch se trouve à proximité d'un bâtiment en flammes. Des personnes étant piégées par les flammes, celui-ci y pénètre pour leur prêter secours. À nouveau grièvement blessé, il est soigné à l’hôpital pendant de longs mois.
L'astéroïde (3027) Chavarch est nommé en son honneur.
Il a obtenu la médaille du fair-play de l'Organisation des Nations unies pour l'éducation, la science et la culture (Unesco) pour son héroïsme en 1982.
Le 6 octobre 2013, alors que la flamme olympique vient d'arriver de Grèce à Moscou pour rejoindre Sotchi pour les jeux olympiques d'hiver de 2014, il est chargé du second relais. La flamme olympique s'éteint à la suite d'un coup de vent et d'une valve mal réglée.